# Anomalopus mackayi
Espèce
Statut de conservation UICN

 LC  : Préoccupation mineure
Anomalopus mackayi est une espèce de sauriens de la famille des Scincidae.

## Répartition
Cette espèce est endémique d'Australie. Elle se rencontre dans le Queensland et en Nouvelle-Galles du Sud.

## Étymologie
Cette espèce est nommée en l'honneur de l'herpétologue australien Roy D. Mackay.

## Publication originale
- Greer & Cogger, 1985 : Systematics of the reduce-limbed and limbless skinks currently assigned to the genus Anomalopus (Lacertilia: Scincidae). Records Of The Australian Museum, vol. 37, no 1, p. 11-54 (texte intégral).